# 川紋蝴蝶魚
川紋蝴蝶魚，又稱三紋蝴蝶魚或三帶前齒蝴蝶魚，俗名箭蝶、排骨蝶，為輻鰭魚綱鱸形目蝴蝶魚科的一個種。

## 分布
本魚分布於印度太平洋區，包括南非、東非、馬達加斯加、紅海、波斯灣、模里西斯、塞席爾群島、馬爾地夫、印度、斯里蘭卡、馬來西亞、泰國、菲律賓、聖誕島、印尼、中國南海、東海、日本、台灣、越南、新幾內亞、新喀里多尼亞、所羅門群島、澳洲、馬里亞納群島、馬紹爾群島、密克羅尼西亞、庫克群島、帛琉、諾魯、斐濟群島、關島、夏威夷群島、法屬波里尼西亞、復活節島、加拉巴哥群島、東加、吉里巴斯、吐瓦魯、萬納杜、薩摩亞群島、厄瓜多、墨西哥等海域。

## 深度
水深2-30公尺。

## 特徵
本魚體延長，魚體呈淡藍白色，並帶有狹窄的鋸齒形斑紋。背鰭、臀鰭皆略帶黃色，胸鰭基底亦呈黃色，尾鰭除外緣亮黃色外，其餘呈暗黃色。頭部有一黑色條紋經過眼部。幼魚呈淡褐色，背鰭鰭棘部至臀鰭鰭棘部有一黑色寬橫帶，尾柄黃色。尾部圖案與身體後部戲劇性地隨著成長改變。而在最明顯特徵則為體側有許多深色的「ㄑ」型褐色斑塊。背鰭硬棘13-15枚、背鰭軟條14-16枚；臀鰭硬棘3-5枚、軟條18-20枚。體長可達18公分。

## 生態
本魚棲息在珊瑚茂密的珊瑚礁與岩礁，或具有半隱密處的向海斜坡之上，尤其常在有大型軸孔珊瑚處出現。常形成大群魚群，屬雜食性，以藻類、腹足動物、珊瑚蟲或其黏液，與小型甲殼動物等為食。也會替較大的魚剔除身上的寄生蟲。

## 經濟利用
為高價值觀賞性魚類，不供食用。